# Озман, Агнесса
Агнесса Невада Озман (в замужестве — Лаберж) (англ. Agnes Nevada Ozman; 15 сентября 1870, Олбани, Висконсин, США — 29 ноября 1937, Лос-Анджелес, США) — пятидесятническая евангелистка и миссионерка, аккредитованный служитель Ассамблей Бога (с 1917 года). Вошла в историю как первый человек, заговоривший на «иных языках» в библейской школе Чарльза Парэма 1 января 1901 года; данное событие считается началом современного пятидесятнического движения.

## Биография

### Ранние годы
Агнесса Озман родилась 15 сентября 1870 года в городе Олбани, штат Висконсин в семье Уильяма Л. Озмана и Мэри Энн Филлипс. Её детство прошло в сельском округе Гейдж, штата Небраска, где многодетная семья Озманов (6 детей) посещали Методистскую епископальную церковь (ныне — часть Объединённой методистской церкви). В возрасте 12 лет, заболев пневмонией, Агнесса оказалась при смерти, однако была исцелена по молитве методистского священника. В дальнейшем, Озман будет убеждённой сторонницей доктрины божественного исцеления.
В 1892 году Агнесса Озман поступила на зимний семестр в библейскую школу Т. Хортона в Сент-Поле, штат Миннесота. В 1894 году она переехала в Нью-Йорк, чтобы продолжить своё обучение в учебном институте А. Б. Симпсона. Позже, некоторое время она служит городским миссионером в Канзас-сити.

### Случай в колледже Парэма
Осенью 1900 года Озман поступила в библейскую школу Чарльза Парэма в городе Топика, штат Канзас. В декабре того же года студенты школы, изучавшие книгу Деяний, независимо друг от друга пришли к выводу, что признаком крещения Святым Духом является «говорение на иных языках». На вечернем студенческом богослужении 1 января 1901 года Агнесса Озман попросила Парэма «возложить на неё руки» и помолиться о «крещении Святым Духом». Первоначально Парэм колебался, указав, что сам не «говорит на иных языках», однако позже согласился и начал молитву. О произошедшем в дальнейшем он рассказывал так:

Я едва произнес три дюжины фраз, как слава сошла на неё (Озман), сияние как будто окружило её голову и лицо, и она начала говорить на китайском языке и не могла говорить по-английски три дня.
В течение последующих пяти дней сам Парэм и половина студентов его библейской школы пережили подобный опыт «говорения на языках». В дальнейшем, Чарльз Парэм основал миссию «Апостольской веры» и начал распространять пятидесятнические практики по всей Америке.

### Дальнейшее служение
Окончив колледж в Топике, Агнесса Озман вернулась к работе городского миссионера, в частности, служила миссионером в Омахе, штат Небраска. Сильное впечатление на Агнессу произвела смерть в Эквадоре её младшей сестры Мэри Озман (1876—1903), отправившейся служить миссионеркой индейцам Южной Америки в 1901 году.
В 1906 году в городе Линкольн Агнесса Озман услышала о зарождающемся пятидесятническом движении, связала с ним свой опыт «говорения на языках» и в дальнейшем отождествляла себя с пятидесятниками.
В 1911 году Агнесса Озман вышла замуж за пятидесятнического учителя Филимона Лаберж и сменила свою фамилию. В том же году в Оклахоме у Филимона и Агнессы родилась единственная дочь — Наоми Доркас Лаберж (1911—1994). В 1917 году супруги Лаберж присоединились к Ассамблеям Бога, став аккредитованными евангелистами. В качестве евангелистов Ассамблей Бога Лаберж трудились в Спокане (Вашингтон), Уичито (Канзас), Денвере, (Колорадо), Амхерсте (Колорадо), Алхамбре (Калифорния).
Под фамилией Лаберж, Агнесса опубликовала свою автобиографию «Что сотворил Бог» (ок. 1920 года).
После смерти мужа Агнесса Лаберж перебралась в Лос-Анджелес, где продолжала оставаться служителем Ассамблей Бога вплоть до самой смерти. Агнесса Озман умерла 29 ноября 1937 года в возрасте 67 лет.

## Публикации
- Agnes N. O. LaBerge. What God Hath Wrought: Life And Work Of Mrs. Agnes N.O. LaBerge. — Чикаго: Herald Publishing Co., circa 1920. — 127 p.

- Agnes N. O. LaBerge. What God Hath Wrought: Life And Work Of Mrs. Agnes N.O. LaBerge. — 2-е изд.. — Нью-Йорк: Garland Publishing, 1985. — 127 p. — (The Higher Christian life). — ISBN 0-8240-6425-9.

- Agnes Ozman. The first one to speak tongues (англ.) // William Hamner Piper The Latter Rain Evangel : журнал. — Чикаго, 1909. — Iss. 4, no. 1. — P. 2.

- Agnes Ozman. My Personal Testimony // Apostolic Faith : журнал. — 1951. — Вып. April, 1951.

- Mrs. P. M. LaBerge. Has had the baptism for fifteen years (англ.) // J. W. Welch, J. W. Flower, Wm. G. Schell The Weekle Evangel : газета. — Сент-Луис, 1916. — Iss. March, 4, no. 129. — P. 5.

- Mrs. P. M. LaBerge. Some God Things to Remember (англ.) // J. W. Welch, J. W. Flower, Wm. G. Schell The Weekle Evangel : газета. — Сент-Луис, 1916. — Iss. June, 24, no. 145. — P. 9.